# Minnesela
Minnesela est une census-designated place du Comté de Butte et une ville fantôme du Dakota du Sud.
Elle a été fondée en 1882. Sa population était alors d'une centaine d'habitants. En 1883 il y avait un bureau de poste, deux saloons, six magasins, une école, une église méthodiste, une banque, un hôtel et un cimetière. Le choix du tracé de la voie ferrée passant par Belle Fourche en 1890 a conduit au déclin puis à l'abandon de Minnesela en 1901.

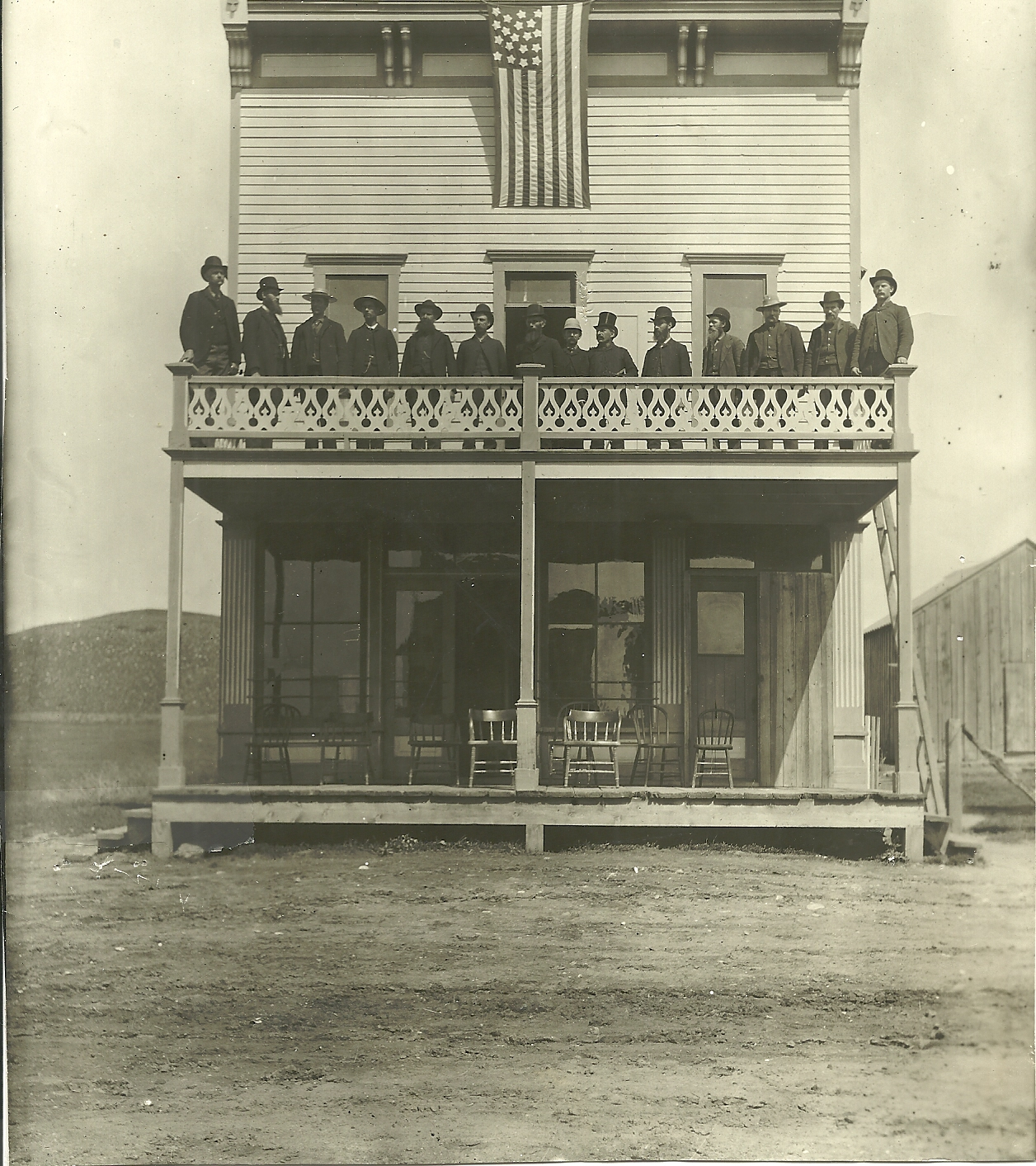
Les fondateurs de Minnesela au balcon de l'hôtel.